# Comisión Nacional de Investigación Científica y Tecnológica
Le CONICYT, ou Comisión Nacional de Investigación Científica y Tecnológica (commission nationale de recherche scientifique et technique) est l'organisme chilien qui coordonne et finance la recherche scientifique, c'est donc l'équivalent du CNRS français.
Il dépend du ministère de l'Éducation.
Il a été créé le 26 avril 1967 pendant la présidence d'Eduardo Frei Montalva pour remplir les fonctions de promouvoir et de mettre en œuvre l'infrastructure de recherche qui a fait du Chili les universités traditionnelles[Quoi ?].